# Вільям Макгонагалл
Вільям Топаз Макгонагалл (англ. William Topaz McGonagall; 1825—1902) — шотландський ткач, більш відомий як поет-аматор і актор. Знаменитий в Англії і Шотландії як надзвичайно поганий поет. Автор близько 200 поетичних творів, найвідоміше з яких, «Крах моста через річку Тей», вважається одним з найгірших віршів в історії британської літератури. Його вірші досі популярні у англомовній публіці, в новітній час вони неодноразово перевидавалися.

## Біографія
Вільям Макгонагалл, палкий шотландський патріот, за походженням був ірландцем. Хоча він народився і помер в Единбурзі, вся його творчість тісно пов'язана з шотландським містом Данді (англ. Dundee). Про його життя до переїзду в це місто мало що відомо. Не встановлена навіть точна дата його народження (1825 або 1830). У Данді він вступив в учні до місцевого ткача, вирішивши піти по стопах свого батька. У 1846 році одружився з Джейн Кінг, яка народила сімох дітей. Оскільки індустріальна революція помалу зробила його професію незатребуваною, він заробляв на життя чим доведеться. Вже в цей час він виявляє схильність до творчості, намагається стати актором. Він навіть платив гроші місцевому театру, щоб йому надали можливість зіграти маленьку роль в «Макбеті». Вистава закінчилася скандалом, так як у потрібний момент персонаж Макгонагалл відмовився помирати.
У 1870-х роках родина Макгонагалл ледь зводила кінці з кінцями. До цього ще додавалися сімейні негаразди: одна з дочок народила дитину поза шлюбом. Приблизно в цей час починається історія Макгонагалл-поета: «Найдивовижнішим епізодом у моєму житті був у той день, коли я виявив, що я — поет. Це було в 1877 році. Я був охоплений дивним почуттям, яке не полишало мене близько п'яти хвилин. Полум'я, як казав лорд Байрон, запалило мене зсередини разом із сильною пристрастю писати вірші».
Першим його віршем було «Послання преп. Джорджу Гілфіллану», в якому відразу ж проявилися характерні риси «стилю» Макгонагалл. Відомий іронічний відгук адресата цього вірша: «Шекспір не написав би нічого подібного». Незабаром Макгонагалл уявив, що якщо він поет, значить йому обов'язково потрібен покровитель. Бажаючи прославитися, він написав самій королеві Вікторії. Природно, він отримав відмову за підписом одного з чиновників королівської канцелярії, необачно подякувавши поета за увагу. Попри розчарування, Макгонагалл порахував це високою похвалою, і пізніше неодноразово хвалився тим, що сама королева дякувала його за вірші. Лист дало йому впевненість у власному дарі. Він уявив, що його репутація тільки зміцниться, якщо він прочитає свої твори королеві особисто. Для цього в 1878 році він пройшов пішки 60 миль з Данді, щоб проникнути до Вікторії в Замок Балморал. Сторожі він представився як «Поет Королеви», але його прогнали, відповівши, що придворним поетом Її Величності є Теннісон.
Незважаючи на всі невдачі, Макгонегел продовжував писати. Темою його описів стають газетні повідомлення про події. Також він виступав в пабах і барах з повчальними поетичними закликами до тверезості. Відомо, що декламації Макгонагалл сприймалися багатьма як комічні вистави. Вірші, читавши їм, були настільки незграбні і безглузді, що слухачі не могли повірити, що він все це говорить серйозно. Завдяки цим виступам, він стає місцевою знаменитістю. Жителі Данді жартома говорили: «Його вірші настільки талановито жахливі, що несподівано обернулися геніальністю». Власники трактирів зустрічали його з люттю, одного разу його навіть закидали горохом після публічного прочитання одного з описів про шкоду міцних напоїв.
Макгонагалл продовжував жити в нужді. Він заробляв, продаючи свої творіння на вулицях або виступаючи в маленьких театрах і шинках. У періоди особливої бідності його підтримували друзі. У 1880 році він відправився спробувати щастя в Лондон, а сім років потому — в Нью-Йорк, проте повернувся ні з чим. Проте, незабаром він знайшов прибуткове місце, виступаючи зі своїми описами в місцевому цирку. Макгонагалл змушений був читати, в той час як публіці дозволялося обкидати його помідорами, яйцями, оселедцем, черствим хлібом і борошном. За кожен «спектакль» йому платили 15 шилінгів. Здавалося, «поета» влаштовував такий порядок речей, але незабаром його виступу не сподобалися владі, і їх заборонили. Все своє життя Макгонагалл, здавалося, не мав поняття про дійсний сенс своїх творів, навіть коли ставав загальним посміховиськом.
У 1890 році, коли Макгонегел опинився на межі повного розорення, його друзі прийшли йому на виручку і видали його вибрані твори у вигляді збірника «Поетичні перли» (англ. «Poetical Gems»). Якийсь час він жив на виручені гроші, проте вже через три роки втомився від безпардонних докучань і насмішок на вулицях Данді і написав грізну поему, в якій обіцяв покинути місто. У 1894 році він разом з родиною перебрався в Перт. Незабаром після цього він отримав листа, нібито, від представників короля Бірми Тібо Міна, в якому повідомлялося, що він вироблений монархом в лицарі і наділений ім'ям «Сер Топаз, лицар Білого Слона Бірми». Незважаючи на те, що це був очевидний розіграш, Макгонагалл сприйняв послання всерйоз і до кінця свого життя на всіх афішах писав своє ім'я з додатком цього пишного титулу.
У 1895 році родина знову переїздить, цього разу в Единбург. Тут Макгонагалл зустрічають досить привітно, він стає «культовою постаттю» і користується великим попитом. Однак це триває недовго, і до 1900 року, старий і хворий, він був покинутий усіма своїми шанувальниками. Без успіху торгуючи віршами на вулицях, він тримався на плаву тільки за рахунок пожертвувань своїх друзів. У 1902 році він помер у повній убогості і був похований в безіменній могилі на кладовищі «Greyfriars Kirkyard» в Единбурзі. У 1999 році тут було встановлено його пам'ятна плита.